# Dictynomorpha strandi
Espèce
Dictynomorpha strandi est une espèce d'araignées aranéomorphes de la famille des Dictynidae.

## Distribution
Cette espèce se rencontre au Kazakhstan, en Ouzbékistan, au Turkménistan et au Kirghizistan.

## Étymologie
Cette espèce est nommée en l'honneur d'Embrik Strand.

## Publication originale
- Spassky, 1939 : Araneae palaearcticae novae. III. Festschrift zum 60. Geburtstage von professor dr. Embrik Strand, vol. 5, p. 138-144.